# Hermannia uhligii
Hermannia uhligii är en malvaväxtart som beskrevs av Adolf Engler. Hermannia uhligii ingår i släktet Hermannia och familjen malvaväxter. Inga underarter finns listade i Catalogue of Life.